# Кайман Кюв'є
Кайман Кюв'є (Paleosuchus palpebrosus) — представник роду Гладколобий кайман родини Алігаторові.

## Опис
Загальна довжина досягає 1,5—1,6 м. Самиці менші за самців, зрідка сягають 1,2 м. Голова коротка, гладенька, з високим черепом й кирпатим носом. Відсутні скроневі дуги, характерні для кайманів. Нижня щелепа дещо довша за верхню. Шкіра, як на спині, так і на череві, щільно вкрита кістяними пластинами. Кістяні пластини на спині менш товсті, ніж у каймана Шнайдера. Має короткі зігнуті зуби.
Молоді каймани мають буре забарвлення зі світлими або білими смугами. Дорослі особини темніші: голова бура, на нижній щелепі білі смуги.

## Спосіб життя
Полюбляєв прісноводні водойми, невеликі річки, місцини уздовж берегової лінії і біля дільниць мертвого лісу. Під час сезону дощів мігрує по річках, що розлилися, тримаючись поблизу великих озер. Денний час проводить у норах. Вночі може подорожувати, проходячи великі відстані у пошуках їжі. Добре переносить воду низьких температур.
Молоді каймани живиться безхребетними (ракоподібними, наземними безхребетними, жуками), дорослі особини полюють на рибу, крабів, молюсків.
Протягом усього року тримаються поодинці або парами. Самки споруджують кубло з рослинності та рідкого бруду. У кладці 10—25 яєць. Через 90 днів з'являються молоді каймани. Батьки розкривають кубло у момент вилуплення новонароджених та допомагають їм вибратися з яйця, а потім переносять до води, проте не піклуються про нащадків. Іноді новонароджені цілий день проводять на суші і потрапляють у воду тільки до кінця першого дня народження.

## Стосунки з людиною
Шкіра цих кайманів не є сировиною для промисловості, оскільки вона груба. Популяції каймана Кюв'є загрожує скорочення звичних місць проживання в результаті господарської діяльності людини й забруднення довкілля. У Гвіані легалізована полювання на кайманів і продаж тварин у колекції, це дещо зменшило популяцію, але немає підстав вважати, що її чисельність різко скоротилася. Популяція оцінюється як стабільна. Оцінюється у 1 млн особин.

## Розповсюдження
Мешкає у Болівії, Бразилії, Колумбії, Еквадорі, Французькій Гвіані, Гаяні, Парагваї, Перу, Суринамі, Венесуелі.